# Елберфилд (Индијана)
Елберфилд (енгл. Elberfeld) град је у америчкој савезној држави Индијана.

## Демографија
По попису из 2010. године број становника је 625, што је 11 (-1,7%) становника мање него 2000. године.
| Група             | 2000.       | 2010.       |
| Белци             | 633 (99,5%) | 604 (96,6%) |
| Афроамериканци    | 0 (0,0%)    | 1 (0,2%)    |
| Азијати           | 1 (0,2%)    | 0 (0,0%)    |
| Хиспаноамериканци | 2 (0,3%)    | 8 (1,3%)    |
| Укупно            | 636         | 625         |